# Tileagd
Tileagd là một xã thuộc hạt Bihor, România. Dân số thời điểm năm 2002 là 7128 người.